# 托马斯·罗兰森
托马斯·罗兰森（Thomas Rowlandson /ˈroʊləndsən/；1756年7月13日—1827年4月21日）是一位英格蘭漫畫家，以其反映社會和政治問題的諷刺畫知名。和維多利亞時代的大多數諷刺畫家（如詹姆斯·吉尔雷）一樣，他也繪製過色情畫。

## 生平

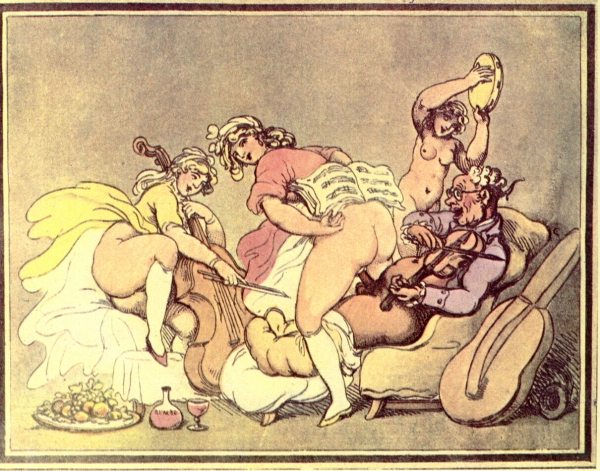
《音樂會》，1812年

1756年7月13日羅蘭森出生於倫敦市，次年7月23日在聖瑪麗教堂（St Mary Colechurch）受洗。其父威廉曾做過布匹生意，但是在1759年破產，於是1759年末全家搬到北约克郡里士满。然而，托馬斯·羅蘭森的姑姑為他解決了倫敦的住宿和學費問題，因此托馬斯得以在蘇活廣場的一家學校讀書。1772年就讀皇家艺术研究院，一說是前往巴黎求學。
他姑姑去世後，托馬斯繼承成了她的遺產。但這些錢很快被他通過賭博揮霍一空。他因為貧窮而開始繪製諷刺畫維生，主題主要是各類政治事件和倫敦街頭生活，後來還畫過一些醫學主題的作品。
1827年4月21日，他在倫敦詹姆斯街1號的公寓里去世，28日葬於科文特花园圣保罗教堂。他把家當留給了管家贝琪·溫特（Betsy Winter），一說贝琪實際上是他的情婦。

## 外部連接
- British Museum Bio for Thomas Rowlandson （页面存档备份，存于）

- 托马斯·罗兰森的作品  - 古騰堡計劃
- 互联网档案馆中托马斯·罗兰森的作品或与之相关的作品
- Thomas Rowlandson exhibition catalogs （页面存档备份，存于）
- 本条目包含来自公有领域出版物的文本: Chisholm, Hugh (编). .  23 (第11版). London: Cambridge University Press: 787. 1911.